# Huaral (provincie)
Huaral is een provincie in de regio Lima in Peru. De provincie heeft een oppervlakte van 3.656 km² en heeft 190.501 inwoners (2015). De hoofdplaats van de provincie is het district Huaral; twee van de twaalf districten vormen  eveneens de steden (ciudades) Huaral en Chancay.
De provincie grenst in het noorden aan de provincie Huaura; in het oosten aan de provincie Pasco en de Yauli; in het zuiden aan de provincie Canta en de Lima, en in het westen aan de Grote Oceaan.

## Bestuurlijke indeling
De provincie Huaral is onderverdeeld in twaalf districten, UBIGEO tussen haakjes:
- (150602) Atavillos Alto
- (150603) Atavillos Bajo
- (150604) Aucallama
- (150605) Chancay, vormt de stad (ciudad) Chancay
- (150601) Huaral, hoofdplaats van de provincie en vormt de stad (ciudad) Huaral
- (150606) Ihuarí
- (150607) Lampían
- (150608) Pacaraos
- (150609) San Miguel de Acos
- (150610) Santa Cruz de Andamarca
- (150611) Sumbilca
- (150612) Veintisiete de Noviembre

Barranca · Cajatambo · Cañete · Canta · Huaral · Huarochirí · Huaura · Oyón · Yauyos